# Slettebakkens kyrka
Slettebakkens kyrka (norska: Slettebakken kirke) är en kyrka som ligger i den administrativa stadsdelen Årstad i Bergen i Vestland fylke i västra Norge.

## Kyrkobyggnaden
Kyrkan uppfördes 1970 efter ritningar av arkitekt Tore Sveram. Grundstenen lades den 15 september 1968 och kyrkan invigdes den 20 december 1970. 
Kyrkan är huvudsakligen byggd av betong. Kyrkorummet har en triangulär planform med altaret i triangelns östra hörn. Väster om kyrkan finns en byggnadsdel som innehåller sakristia och församlingslokaler. Kyrkorummet och anslutande församlingslokal har tillsammans 600 sittplatser.

## Inventarier
- Orgeln med 16 stämmor två manualer och pedal är tillverkad av J. H. Jørgensens orgelfabrikk.
- Dopfunten är ett fyrkantigt stenblock av rödaktig konststen som vilar på et fyrkantigt betongblock.
- I klocktornet hänger två kyrkklockor, en liten och en stor. Bägge är gjutna av O. Olsen & Søns klokkestøperi i Nauen, Tønsberg.